# Myrmecophantes bifasciata
Myrmecophantes bifasciata är en fjärilsart som beskrevs av Max Joseph Bastelberger 1909. Myrmecophantes bifasciata ingår i släktet Myrmecophantes och familjen mätare. Inga underarter finns listade i Catalogue of Life.